# Eumorpha fasciatus
Eumorpha fasciatus é uma mariposa da família Sphingidae. É encontrada desde o norte da Argentina, Bolívia, Paraguai, Uruguai, Brasil, Colômbia, Equador e Peru na América do Sul, norte da América Central como México, Belize, Guatemala, Honduras, Nicarágua, Costa Rica e Panamá) ao sul da Califórnia e sul do Arizona, leste do Texas, Mississipi, Flórida e Carolina do Sul, nos Estados Unidos, onde também há registros mais ao norte no Missouri, Michigan, Indiana, Pensilvânia, Nova Jersey, Nova York e Nova Escócia, e ainda no Caribe.

## Características
A mariposa adulta mede entre 8,7 a 9,6 cm, de hábitos crepusculares e noturnos, alimentando-se de néctar; tem chamativas faixas brancas nas asas, com fundo marrom que a distingue da espécie parecida, e menos difundida, E. Vitis.

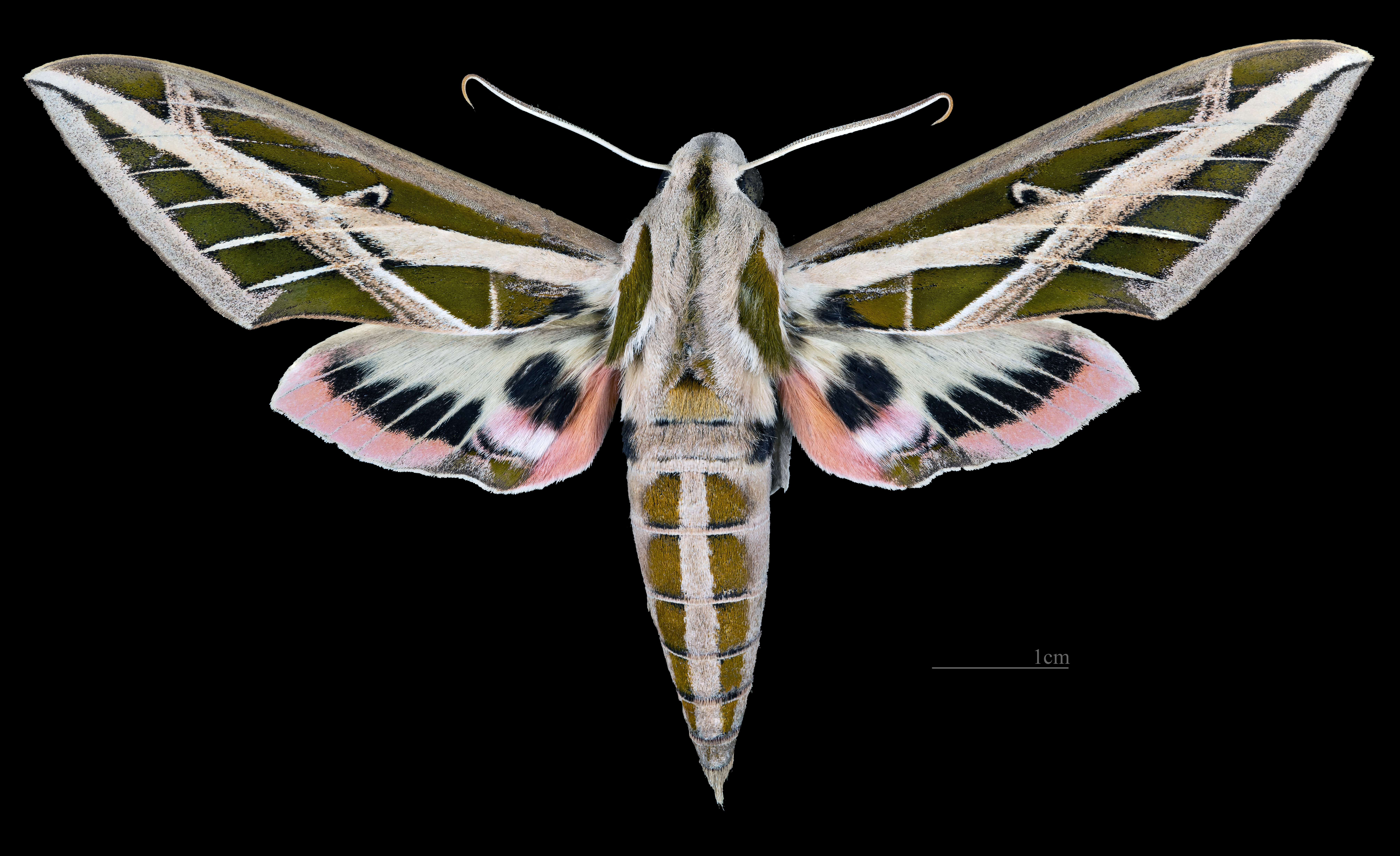
♂
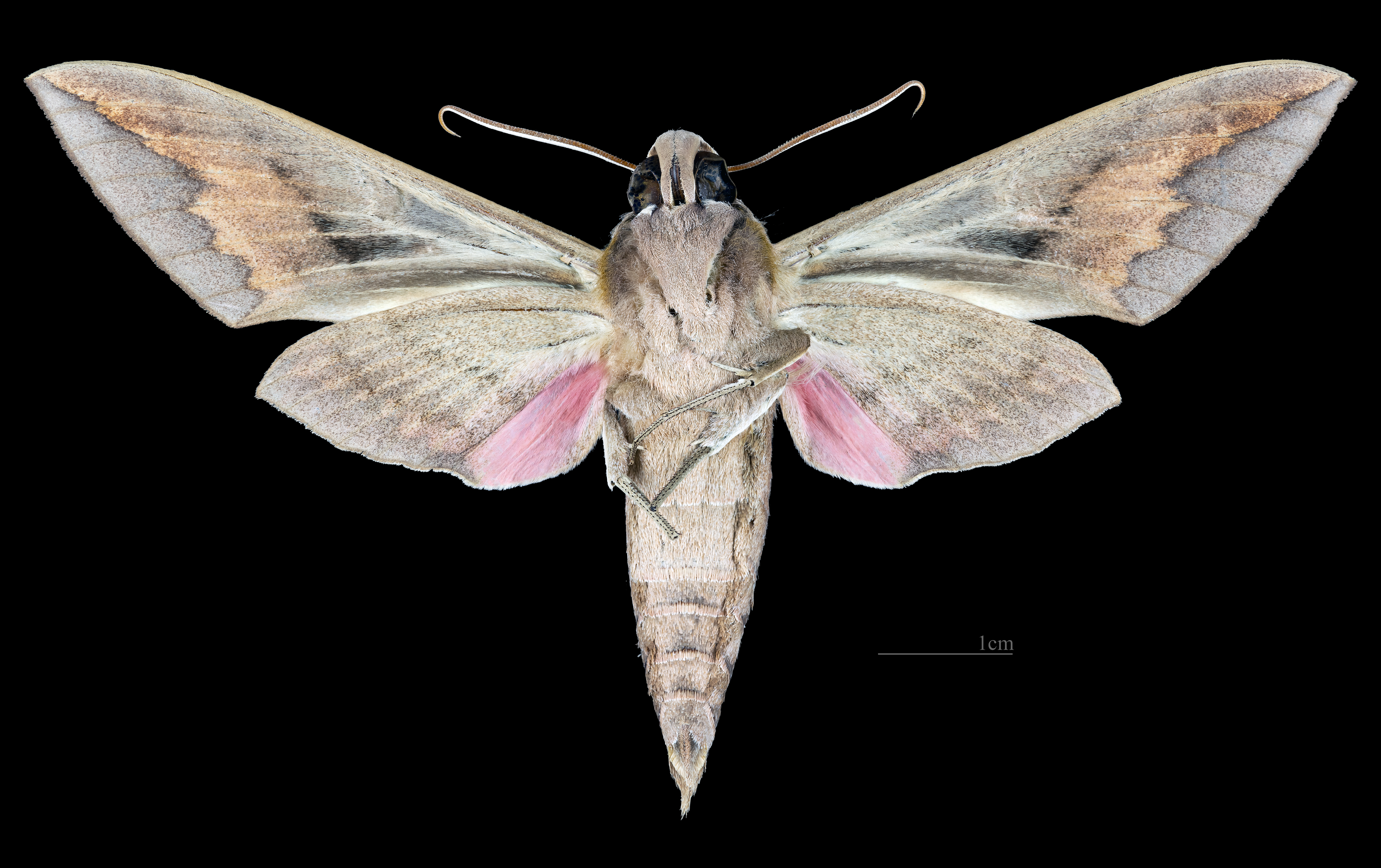
♂ △
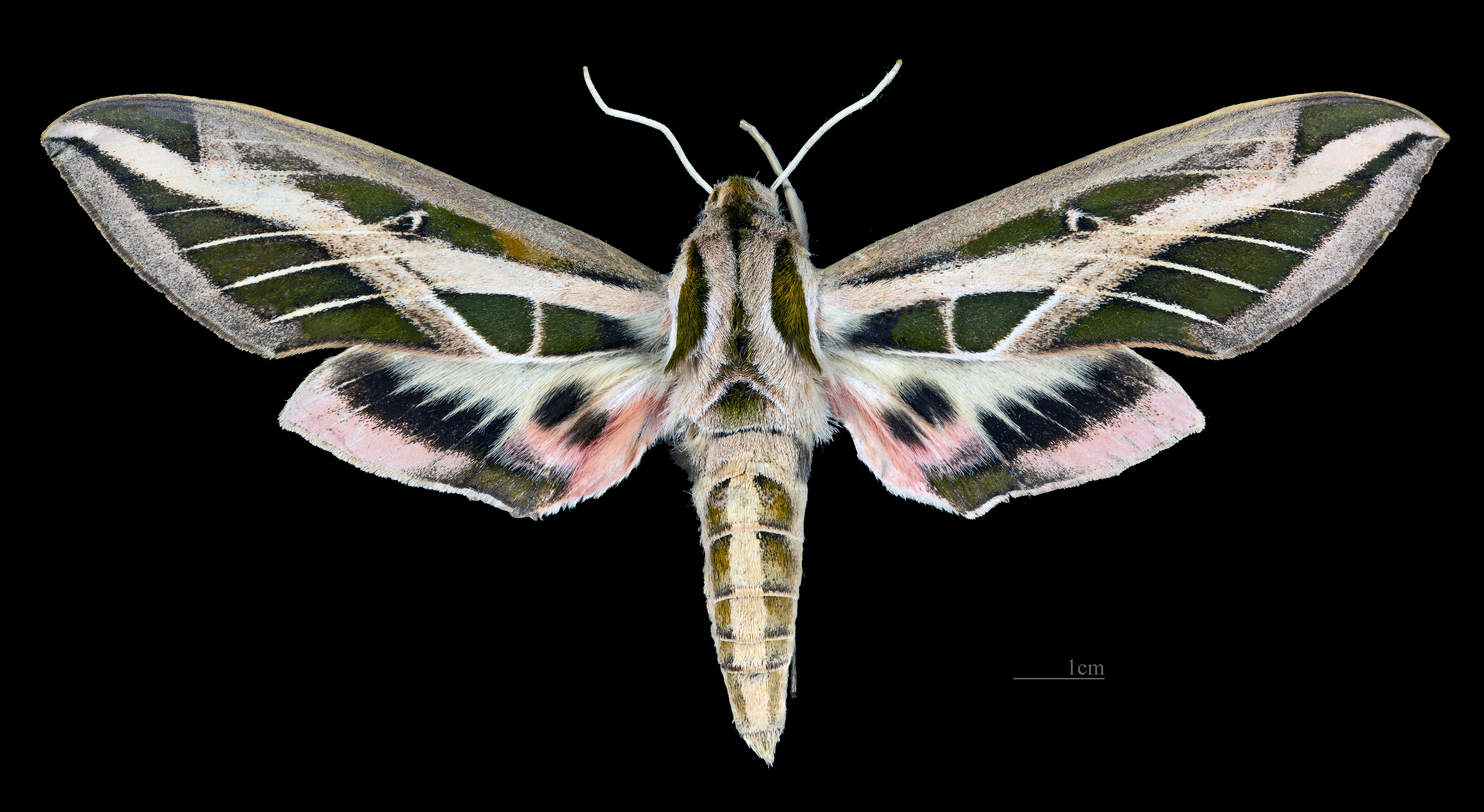
♀
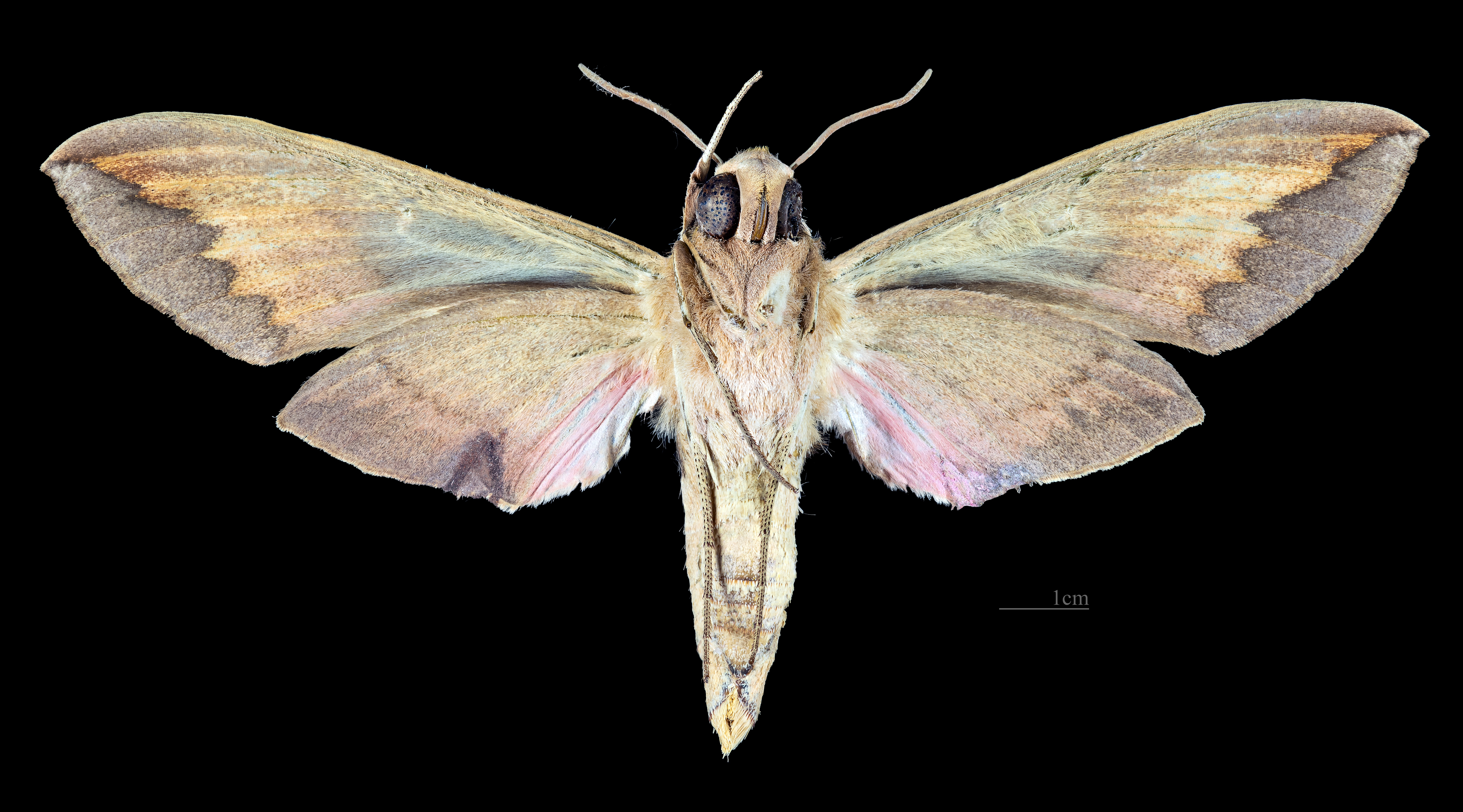
♀ △

Embora a lagarta mais comumente tenha cor verde, o colorido da fase larval é bastante variado; com espirais pretas ou com listas brancas diagonais rumo à cabeça, noutras vezes tem listas verdes ou amarelas, rosas e pretas, os pés vermelhos e listas longitudinais amarelas ou verdes com espirais vermelhas; essas cores variam de acordo com os cinco ínstares de seu desenvolvimento: no quinto assume a cor verde característica, ou a variante mais colorida.

## Reprodução e fase larval
Seus ovos são grandes, esféricos e lisos, depositados na superfície inferior das folhas onde irá se alimentar quando larva, preferindo a parte do meio da lâmina foliar.
Em locais de clima frio e estações definidas, a lagarta se enterra no outono, hibernando durante o inverno para, na primavera, eclodirem como mariposa entre maio a agosto.

## Galerias

### Larvas e pupas

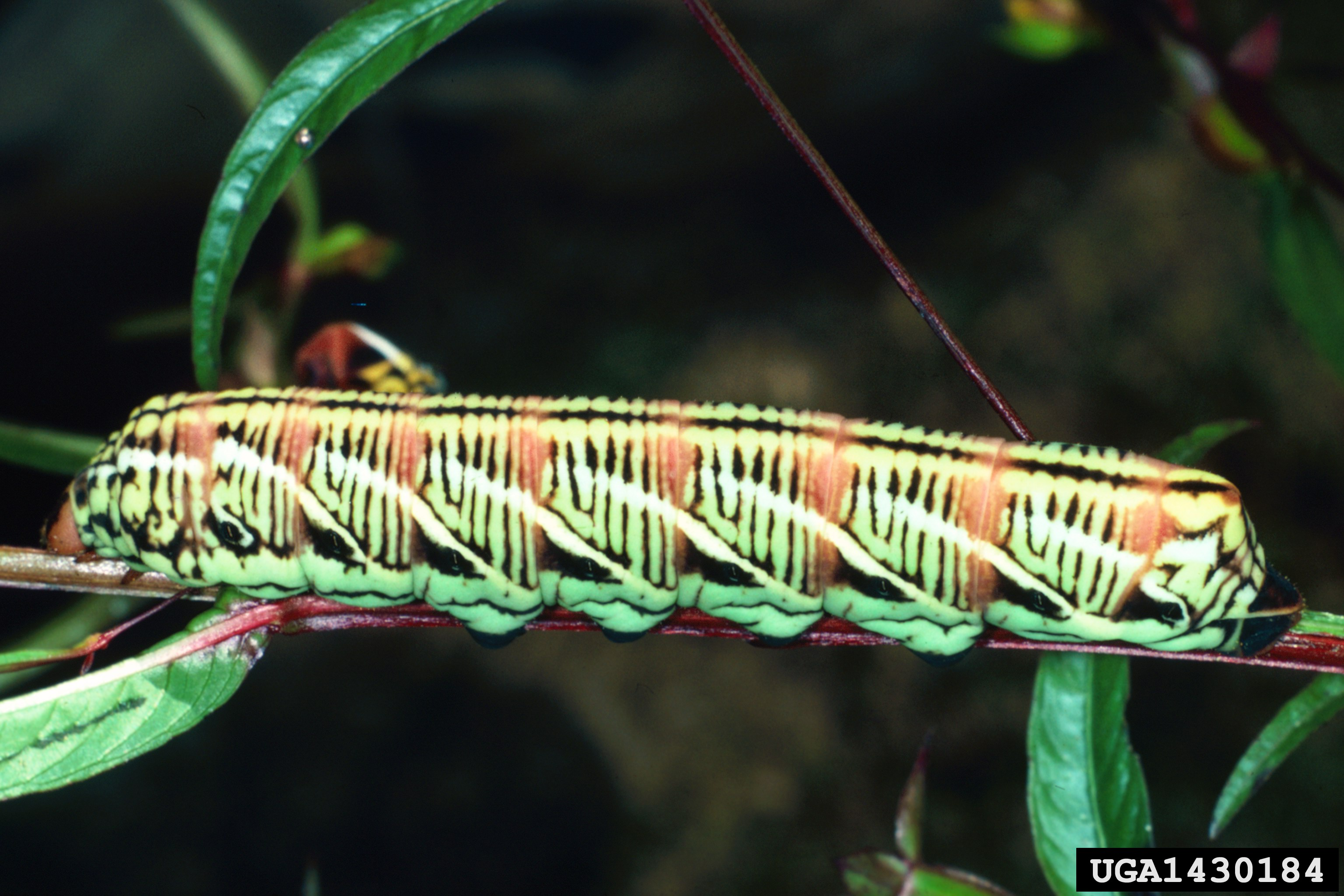
Lagarta com faixas coloridas
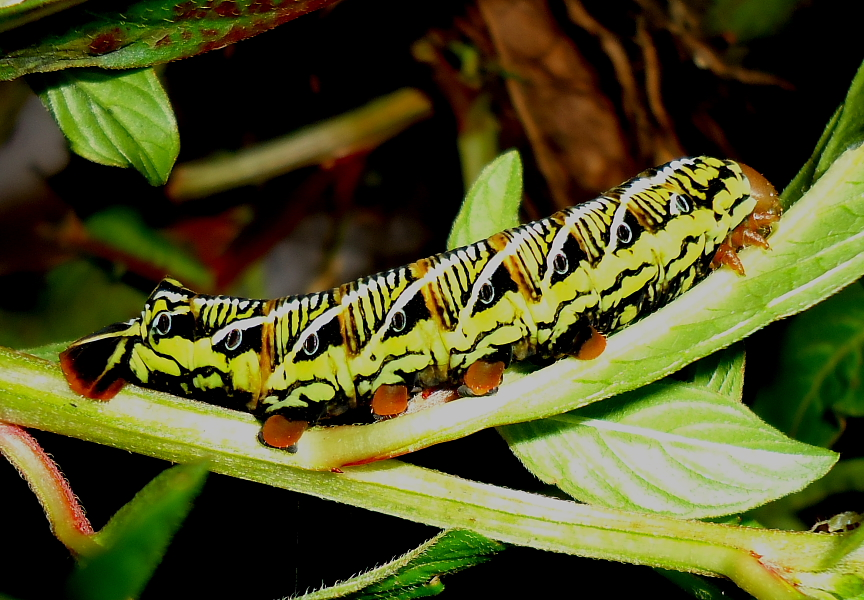
Variante com faixas pretas
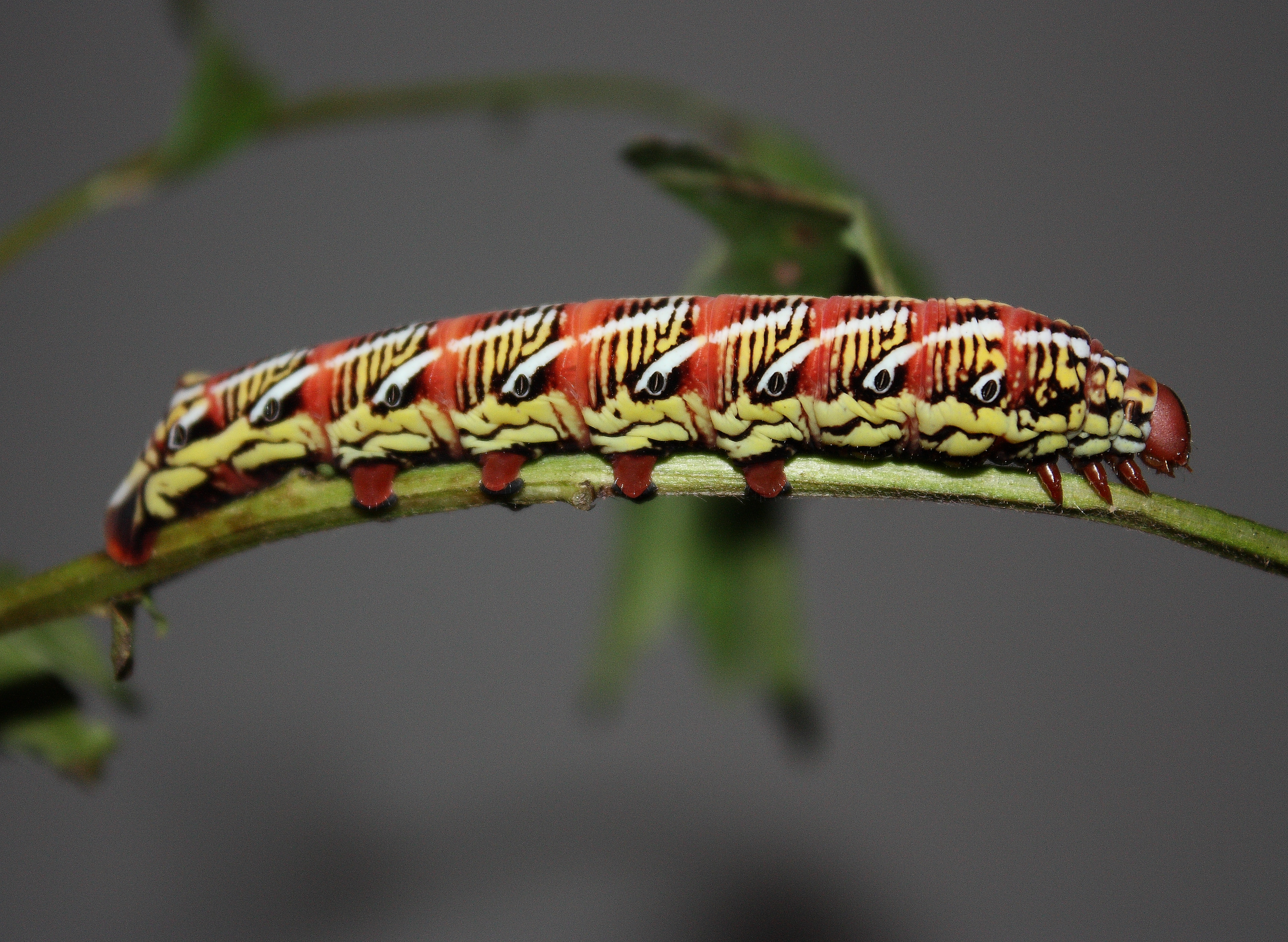
Variante em vermelho
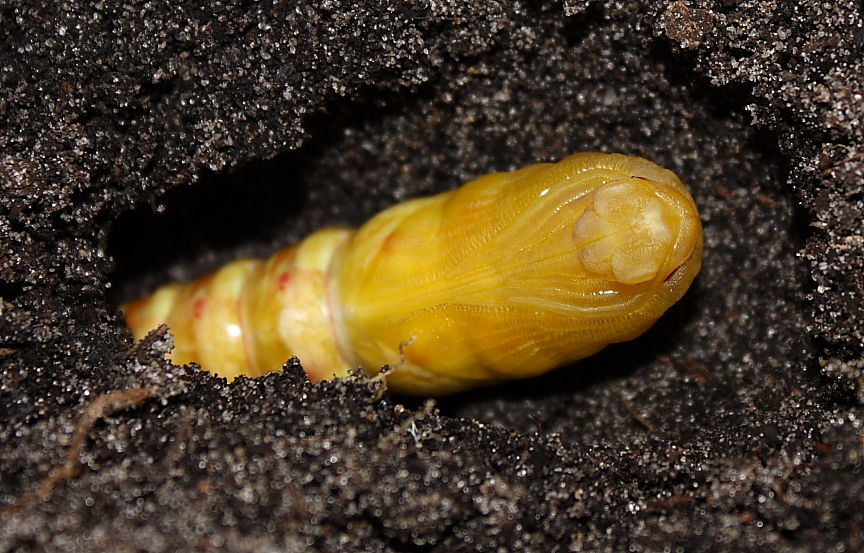
Pupa recente, no solo
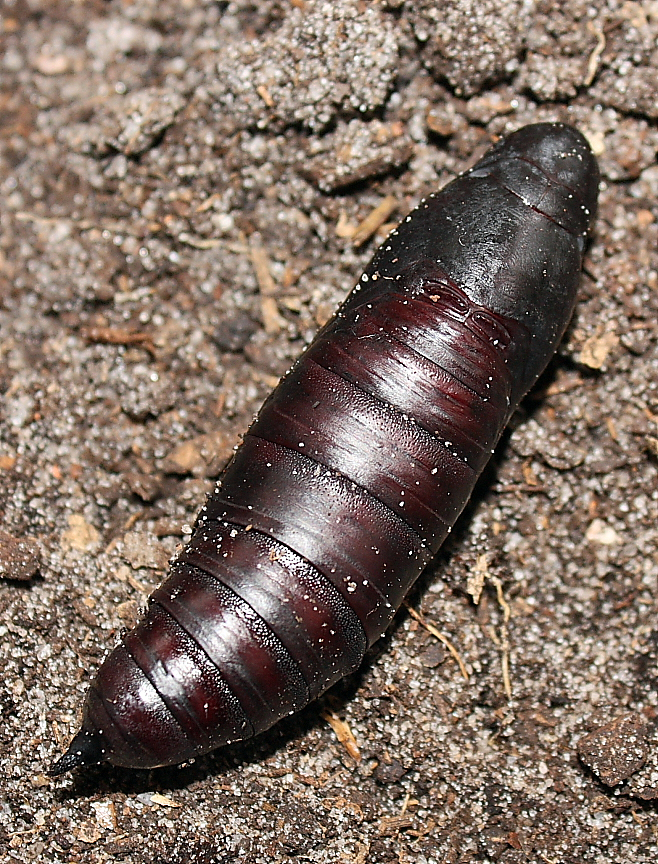
Pupa madura

### Mariposa adulta

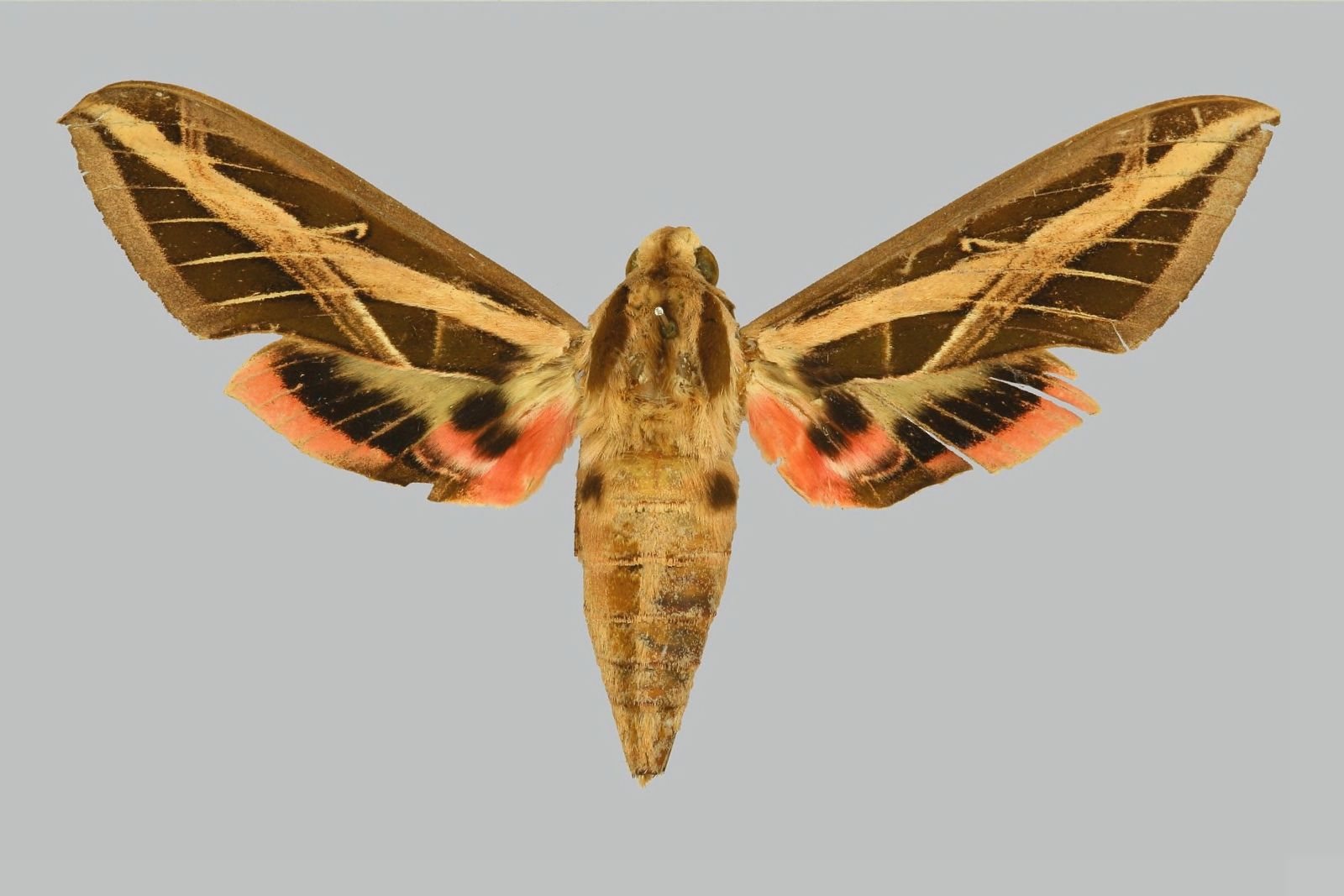
E. fasciatus tupaci, das Ilhas Galápagos
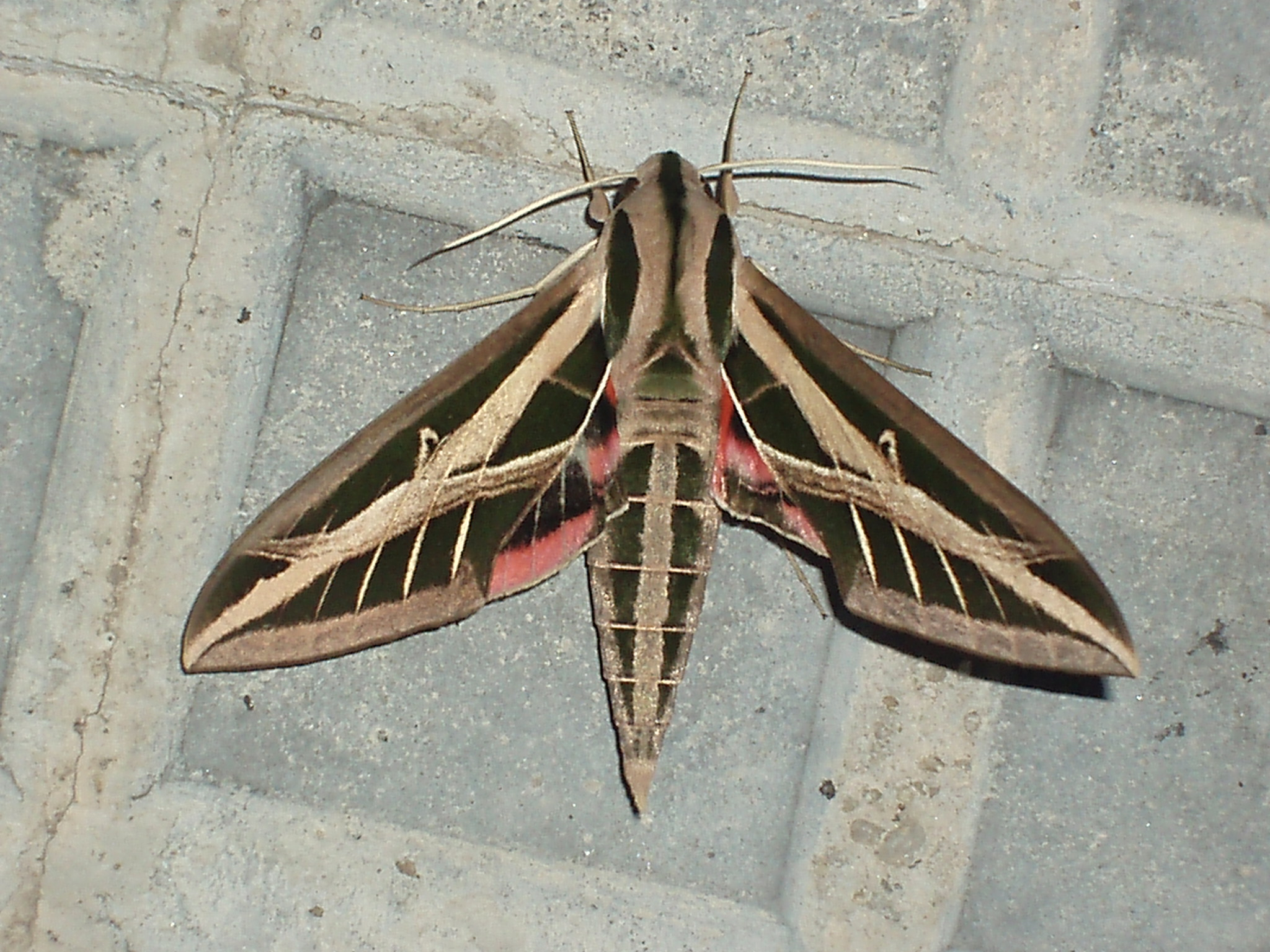
Exemplar uruguaio
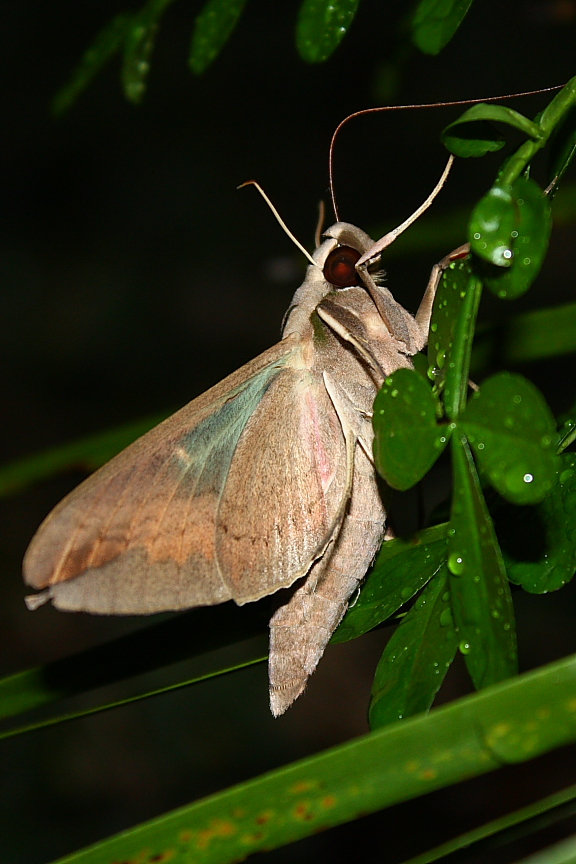
Visão inferior da asa.
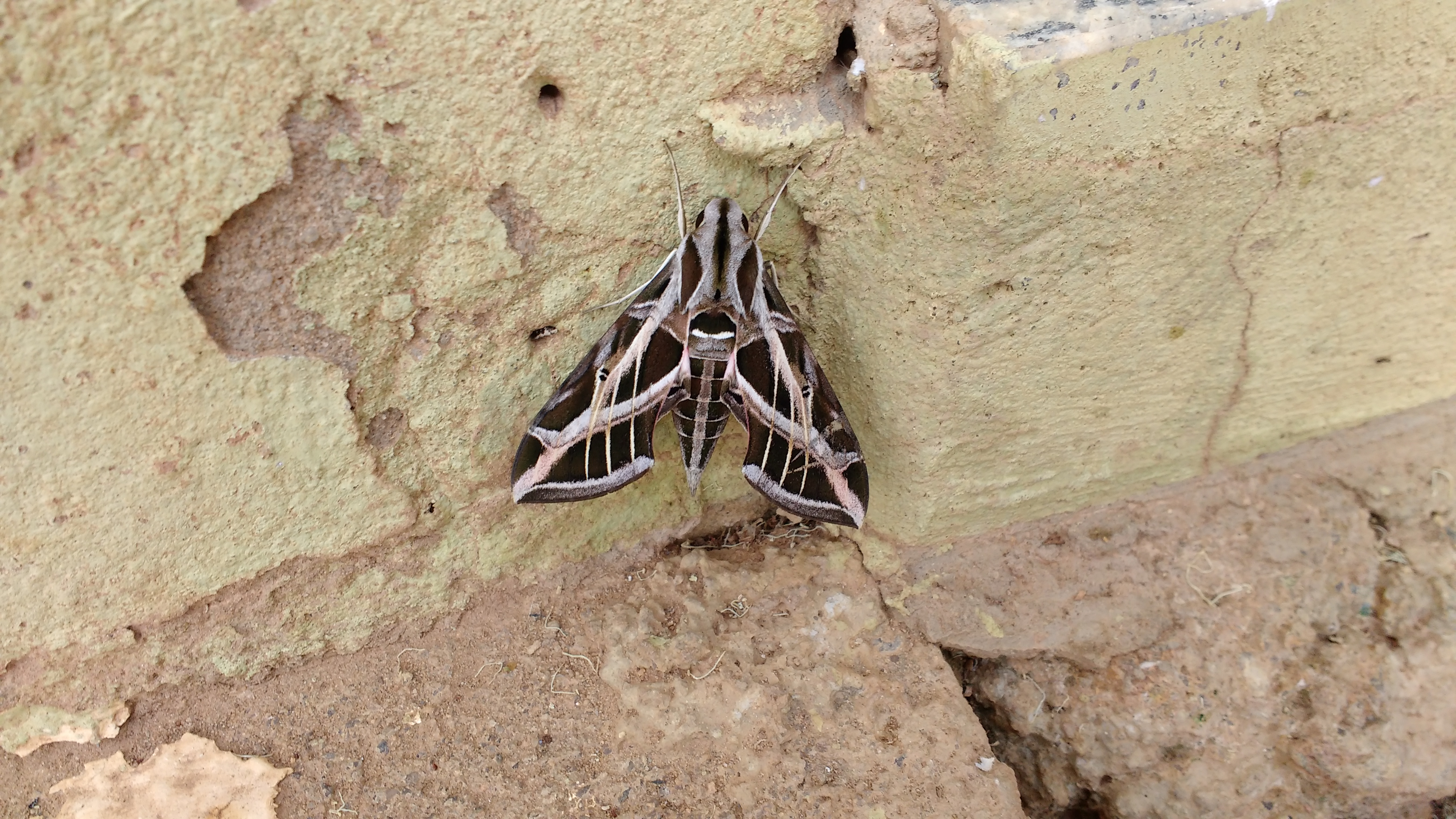
Exemplar da Bahia (Caetité)